# Liste des cavités naturelles les plus longues du Calvados
La liste des cavités naturelles les plus longues du  Calvados recense, sous forme de tableau(x), les cavités souterraines naturelles connues dans ce département français, dont le développement est supérieur ou égal à dix mètres.
La communauté spéléologique considère qu'une cavité souterraine naturelle n'existe vraiment qu'à partir du moment où elle est « inventée » c'est-à-dire découverte (ou redécouverte), inventoriée, topographiée et publiée. Bien sûr, la réalité physique d'une cavité naturelle est la plupart du temps bien antérieure à sa découverte par l'homme ; cependant tant qu'elle n'est pas explorée, mesurée et révélée, la cavité naturelle n'appartient pas au domaine de la connaissance partagée.
La liste spéléométrique des 9 plus longues cavités naturelles du  Calvados (≥ dix mètres) est actualisée à fin décembre 2018.
La plus longue cavité souterraine naturelle répertoriée dans le département du  Calvados est  « les Pertes de l'Aure », sur les communes de Commes et de Maisons (cf. ligne 1 du tableau ci-dessous).

Les cavités anthropiques que sont les carrières souterraines ne sont pas incluses dans cette liste de cavités naturelles.

## Répartition géographique
| \| Caen Bayeux Lisieux Vire Normandie \| Répartition géographique des cavités naturelles du Calvados. |
| Caen Bayeux Lisieux Vire Normandie                                                                    |

## Cavités du Calvados (France) de développement supérieur à10 mètres
9 cavités sont recensées au 31-12-2018.
| Réf. | Cavités (autres noms)              | Communes             | Massifs ou zones géographiques | Coordonnées (WGS 84)        | Dévelop. (mètres) | Dénivel. (mètres) | Sources ou références                         | Mises à jour |
| ---- | ---------------------------------- | -------------------- | ------------------------------ | --------------------------- | ----------------- | ----------------- | --------------------------------------------- | ------------ |
| 1    | Pertes de l'Aure                   | Commes et Maisons    | Bessin                         | 49° 19′ 43″ N, 0° 45′ 29″ O | +5 000, m         | +20, m            | Spéléo club les Sans Ciel & Histoire Normande | 2000-12      |
| 2    | Source de l'Orbiquet               | La Folletière-Abenon |                                | 48° 58′ 58″ N, 0° 25′ 28″ E | +1 157, m         | +09, m            | Plongeesout,                                  | 2000-12      |
| 3    | Réseau de la Cimenterie            | Ranville             |                                | 49° 13′ 19″ N, 0° 16′ 22″ O | +0150, m          | NC                | Spéléométrie de la France                     | 2000-12      |
| 4    | Grotte de Cheffreville-Tonnencourt | Livarot-Pays-d'Auge  |                                | 49° 01′ 45″ N, 0° 14′ 00″ E | +0125, m          | NC                | Spéléométrie de la France                     | 2000-12      |
| 5    | Grotte du Mont-Cauche              | Bonnebosq            |                                | 49° 13′ 12″ N, 0° 05′ 44″ E | +0085, m          | NC                | Spéléométrie de la France                     | 2000-12      |
| 6    | Grotte des Campagnettes            | Bénouville           |                                | 49° 14′ 38″ N, 0° 17′ 21″ O | +0029, m          | NC                | Spéléométrie de la France                     | 2000-12      |
| 7    | Grotte de Moutiers                 | Livarot-Pays-d'Auge  |                                | 48° 58′ 31″ N, 0° 15′ 18″ E | +0028, m          | NC                | Spéléométrie de la France                     | 2000-12      |
| 8    | Grotte de la Syrphe                | Laize-la-Ville       |                                | 49° 04′ 52″ N, 0° 22′ 54″ O | +0018, m          | NC                | Spéléométrie de la France                     | 2000-12      |
| 9    | Grotte de l'Anguillère n° 2        | Lion-sur-Mer         | Falaise des Confessionnaux     | 49° 18′ 29″ N, 0° 19′ 29″ O | +0014, m          | NC                | Spéléométrie de la France                     | 2000-12      |